# 독립만세
《독립만세》는 대한민국의 JTBC에 방송되었던 텔레비전 예능 프로그램이다.

## 기획 의도
한 번도 혼자 살아보지 않았던 연예인이 생애 최초로 독립에 도전하는 새로운 형태의 관찰 예능 프로그램이다.

## 방송 일정
| 방송 채널 | 방송 기간                         | 방송 시간                    | 비고 |
| --------- | --------------------------------- | ---------------------------- | ---- |
| JTBC      | 2021년 2월 22일 ~ 2021년 3월 22일 | 매주 월요일 밤 10:30 ~ 12:50 |      |
| JTBC      | 2021년 3월 29일 ~ 2021년 5월 17일 | 매주 월요일 밤 9:00 ~ 11:20  |      |

## 출연진
- 붐
- 김희철
- 송은이
- AKMU
- 재재
- 김민석

## 시청률
최저 시청률과 최고 시청률은 시청률 조사회사와 지역별로 시청률에 차이가 있을 수 있습니다.
| 회차 | 방송일   | 시청률         |
| 회차 | 방송일   | 대한민국(전국) |
| ---- | -------- | -------------- |
| 1    | 2월 22일 | 2.9%           |
| 2    | 3월 1일  | 1.7%           |
| 3    | 3월 8일  | 2.5%           |
| 4    | 3월 22일 | 2.3%           |
| 5    | 3월 29일 | 3.0%           |
| 6    | 4월 5일  | 3.4%           |
| 7    | 4월 12일 | 3.5%           |
| 8    | 4월 19일 | 2.9%           |
| 9    | 4월 26일 | 3.1%           |
| 10   | 5월 3일  | 3.3%           |
| 11   | 5월 10일 | 3.5%           |
| 12   | 5월 17일 | 3.5%           |

## 결방
- 2021년 3월 15일 - 브레이크 더 사일런스: 더 무비 편성 관계로 결방

## 동일 예능 프로그램
- 나 혼자 산다 (MBC)
- 온앤오프 (tvN)